# Kothaufen-Emoji

Der Kothaufen-Emoji, wie er bei Noto zu finden ist

Der Kothaufen-Emoji, wie er auf Twitter und Snapchat zu sehen ist

Der Kothaufen-Emoji (💩) (englisch: pile of poo) ist ein Emoji, das an einen zusammengerollten Kothaufen erinnert, der normalerweise mit großen Comic-Augen und einem breiten, freundlichen Lächeln dargestellt wird. Dieser Emoji kann dazu verwendet werden, eine Situation zu beschreiben, ein Schimpfwort zu ersetzen oder die Aussage eines Chatpartners zu kritisieren.
Der Emoji befindet sich im Unicodeblock Verschiedene piktografische Symbole: U+1F4A9 💩 PILE OF POO (HTML &#128169;).

## Geschichte
Ein lächelnder und dampfender Kothaufen erschien erstmals auf dem 1997 veröffentlichten J-Phone als einer von 90 Emoji.
Im Jahr 1998 oder 1999 kreierten japanische Mobilfunkbetreiber NTT DoCoMo, au und SoftBank Mobile ihre eigenen Emoji-Varianten. Der erste Emoji wurde von NTT DoCoMo Mitarbeiter Shigetaka Kurita erstellt.
In einem Projekt mit dem Namen „Mojo“ arbeitete Google zusammen mit au, um neue Emoji für Gmail zu erstellen, mit dem Ziel, die Präsenz in Japan und Asien auszubauen. Das Gmail-Design bestand aus einem Kothaufen ohne Gesicht, der von animierten Fliegen umkreist wurde. Takeshi Kishimoto, der japanische Produktmanager von Google, ging direkt zum Manager von Gmail und überzeugte ihn davon, dass der Kothaufen-Emoji der „nützlichste“ Emoji sei. Dies wurde durch eine statistische Analyse von Google bestätigt, die ermitteln sollte, welche Emoji bei den japanischen Nutzern am beliebtesten waren. Laut Google-Softwareingenieur Darick Tong war der Kothaufen-Emoji in Bezug auf die Beliebtheit „weit oben“. Das Design für den Emoji wurde den Google-Doodle-Künstlern Ryan Germick und Susie Sahim überlassen, die die vorhandenen Emoji mit „Google-Dreh“ ausstatten wollten. Sie ließen sich von den bestehenden Emoji-Designs sowie der Figur Poop-Boy aus dem Dr.-Slump-Manga von Akira Toriyama inspirieren und beschränkten sich auf eine Größe von 15×15 Pixeln und Farben, die nur im Google-Logo verwendet werden.
Google unterstützte erstmals Emoji in Gmail im Oktober 2008 und Apple fügte den Kothaufen-Emoji zum IPhone-OS am 21. November 2008 hinzu.
Der Kothaufen wurde 2010 zu Unicode in Unicode 6.0 und 2015 zur offiziellen Emoji-Dokumentation von Unicode hinzugefügt.
2017 wurde eine Kothaufen-Emoji-Version mit „Stirnrunzeln“ vorgeschlagen, um in eine zukünftige Unicode-Version aufgenommen zu werden. Nach negativem Feedback der WG2-Experten Michael Everson und Andrew West wurde der stirnrunzelnde Kothaufen-Emoji von der Liste gestrichen.
Das Emoji wird fälschlicherweise auch als ein Schokoladeneis darstellend interpretiert. Dieser Irrglaube verbreitete sich nicht nur aufgrund der optischen Ähnlichkeit zu einem Schokoladen-Softeis, sondern auch, da viele Leute nicht glauben können, dass es tatsächlich ein Kothaufen-Emoji gibt.

## Beliebtheit
Am 13. April 2011 hat Cabel Sasser nach eigenen Angaben eine Emoji-Domain mit http://xn--ls8h.la/ = 💩.la registriert.
Die Journalistin Samantha Selinger-Morris von ABC News stellt in ihrem Artikel aus dem Jahr 2016 fest, dass der lächelnde Kothaufen-Emoji aufgrund seines „unbeschreiblichen Charmes“ und „der Fähigkeit, sprachliche Barrieren und politische Unterschiede zu überwinden“ „einer der beliebtesten Emojis überhaupt ist“. Dieser Emoji wurde als solcher auf Geburtstagsballons und Cupcakes dargestellt. 2016 wurde ein Termitenhügel in Westaustralien von einem Ehepaar in einen lächelnden Poop-Emoji umgestaltet.

## Adaptierungen
Dieser Emoji ist eine Figur in Emoji – Der Film aus dem Jahr 2017. Er wird von Patrick Stewart gesprochen und von Dietmar Wunder ins Deutsche synchronisiert.